# Claude Buffier
Claude Buffier (Polônia, 25 de maio de 1661 - Paris, 17 de maio de 1737) é um filósofo francês, nasceu na Polônia de pais franceses, que retornaram à França e se estabeleceram em Rouen logo após seu nascimento membro da Companhia de Jesus, representante da filosofia do senso comum. Autor de numerosas obras sobre história, gramática e religião, exerceu importante influência sobre Thomas Reid e sobre a escola escocesa do senso comum.

## Obra
Sua obra mais conhecida, o Tratado das Primeiras Verdades, o aproxima de Descartes e ao mesmo tempo se opõe a ele. As verdades primárias são aquelas percebidas pelo senso comum, mas pertencem à natureza e não ao sujeito que as pensa. A filosofia que emerge de seu tratado, traduzido para o inglês em 1780, antecipa a de Thomas Reid e a escola escocesa.. 
Sua Prática da Memória Artificial foi inspirada no sistema mnemônico de Claude Lancelot. Sua Grammaire française  foi lida nas reuniões da Académie française antes de sua publicação, bem como seu Cours de sciences, do qual os editores da Encyclopédie ocuparam páginas inteiras sem nomear o autor. Voltaire disse dele :
Sa Mémoire artificielle est d’un grand secours pour ceux qui veulent avoir les principaux faits de l’histoire toujours présents à l’esprit. Il a fait servir les vers (je ne dis pas la poésie) à leur premier usage, qui était d’imprimer dans la mémoire des hommes les événements dont on voulait garder le souvenir. Il y a dans ses traités de métaphysique des morceaux que Locke n’aurait pas désavoués, et c’est le seul jésuite qui ait mis une philosophie raisonnable dans ses ouvrages.

## Obras selecionadas

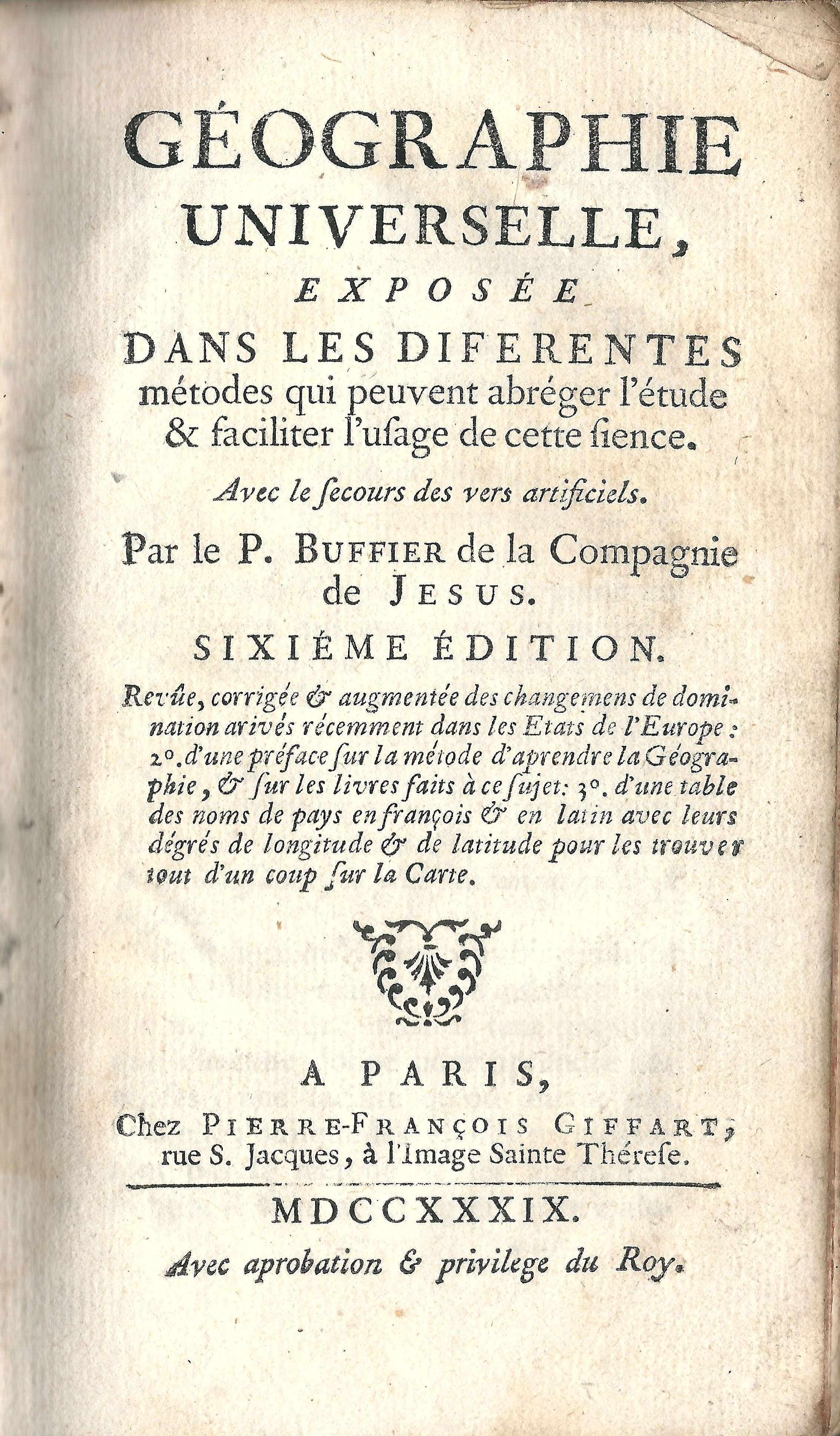
Geografia Universal: exposta nos diferentes métodos que podem abreviar o estudo e facilitar o uso desta ciência. Com a ajuda de minhocas artificiais, Paris : Pierre-François Giffart, 1739

- La Vie de l'ermite de Compiègne, 1692
- La Vie de M. l'abbé du Val-Richer, restaurateur de la discipline de ce monastère, 1696
- Histoire de l'origine du royaume de Sicile et de Naples, contenant les aventures et les conquêtes des princes normands qui l'ont établi, 1701
- La Pratique des devoirs des curés, composée en italien par le P. Paul Segnery, traduite en français par le P. Buffier, 1702
- Abrégé de l'histoire d'Espagne, par demandes et par réponses, 1704
- Examen des préjugés vulgaires, pour disposer l'esprit à juger sainement de tout, 1704 Texte en ligne
- Pratique de la mémoire artificielle pour apprendre et pour retenir aisément la chronologie et l'histoire universelle, 2 vol., 1705-1706
- La Vie du comte Louis de Sales, frère de S. François de Sales, modèle de piété dans l'état séculier, comme S. François de Sales l'a été dans l'état ecclésiastique, 1708
- Grammaire française sur un plan nouveau, avec un Traité de la prononciation des e et un Abrégé des règles de la poésie française, 1709 Texte en ligne
- Suite et troisième tome de la Pratique de la mémoire artificielle pour apprendre l'histoire, contenant : 1. la Géographie en vers artificiels, 2. la Pratique des mots artificiels pour retenir les révolutions des royaumes de l'Europe, 3. les Fastes du monde pour l'histoire de ce temps, 1711
- Les Principes du raisonnement exposés en deux logiques nouvelles, avec des remarques sur les logiques qui ont eu le plus de réputation de notre temps, 1714

## Fonte
- Philippe Le Bas, O Universo. História e descrição de todos os povos. Dicionário Enciclopédico da França , Firmin Didot, Paris, vol. 3, 1842, p. 459-460 .